# Willrecht Wöllhaf

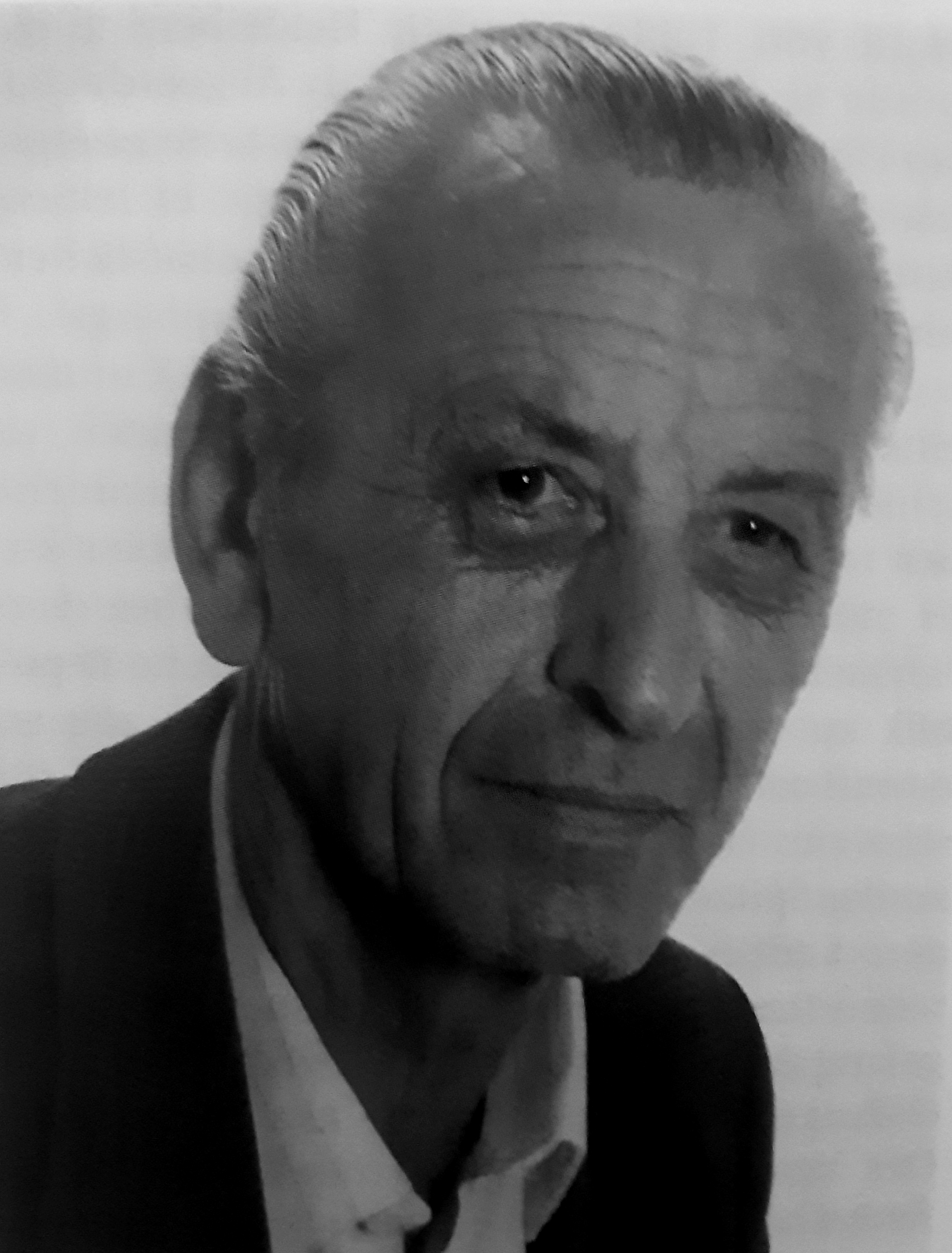
Willrecht Wöllhaf (1933–1999)

Willrecht Wöllhaf (* 15. Januar 1933 in Plochingen; † 27. Mai 1999 in Steinheim an der Murr) war ein schwäbischer Mundartdichter und Schriftsteller. Er ist auf dem Neuen Friedhof der Stadt Steinheim begraben. Wöllhaf war Mitglied der Interessengemeinschaft deutschsprachiger Autoren e. V. und der Mundartgesellschaft Württemberg e. V.

## Leben

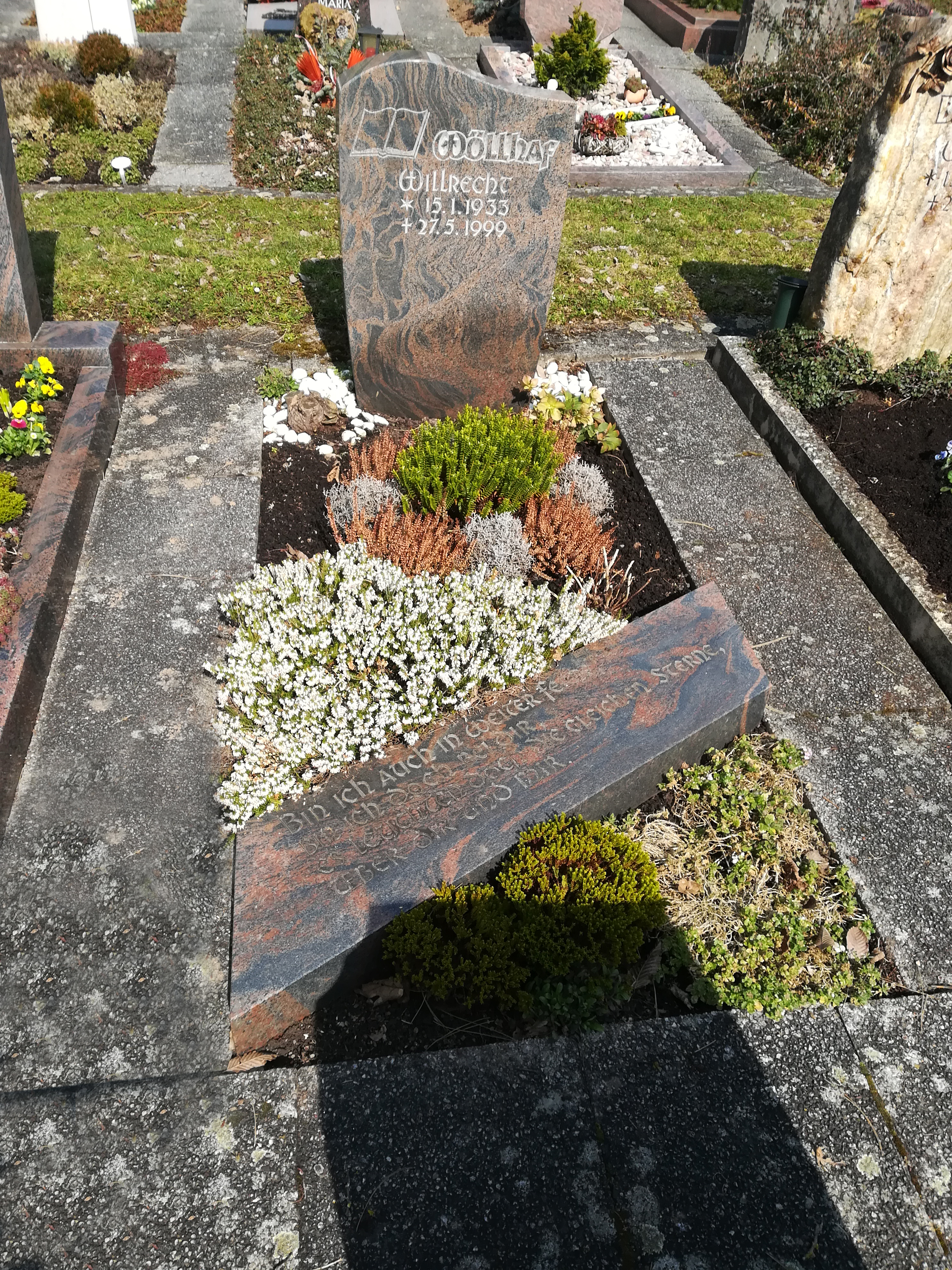
Grab Willrecht Wöllhafs auf dem Neuen Friedhof Steinheim an der Murr. Inschrift auf der steinernen Banderole: «Bin ich auch in weiter Ferne, / bin ich doch bei dir, / es leuchten doch die gleichen Sterne, / ueber dir und mir.»

Willrecht Wöllhaf wurde am 15. Januar 1933 in Plochingen am Neckar geboren und wuchs in Reichenbach an der Fils auf. Nach seiner Entlassung aus der Volksschule 1947, nahm er mit 14 Jahren eine Lehre als Bäcker in Esslingen am Neckar auf und absolvierte 1957 seine Meisterprüfung. Nach einem Sportunfall mit kompliziertem Knöchelbruch im Jahr 1952, hatte er eigenen Angaben zufolge mit 19 Jahren „an einem herrlichen warmen Septembertag“ im Garten seiner Eltern eine traumartige Eingebung, die ihn zum Schreiben brachte. 1955 heiratete er seine Frau, der er mehrere Gedichte und das 1992 erschienene Buch Zwischa Gold ond Silber widmete. Ab 1970 war er aus gesundheitlichen Gründen zur Berufsaufgabe gezwungen und wurde daraufhin Innendienstmitarbeiter der Wüstenrot Bausparkasse in Ludwigsburg. Wöllhaf verstarb plötzlich am 27. Mai 1999 in seinem Wohnhaus in Steinheim an der Murr.

## Werk
Willrecht Wöllhaf schrieb über fünfzig, vornehmlich komische Dramen als Sketche, Szenen, Ein- und Mehrakter in schwäbischer Mundart, die er in unterschiedlichen Verlagen (u. a. im Wilfried-Reinehr-Verlag Mühltal, Otto Teich Verlag Darmstadt und Johannes Stauda Verlag Kassel) veröffentlichte und die sich auch heute noch bei vielen Laientheatergruppen großer Beliebtheit erfreuen.
Seit 1956 bis zu seinem Tod veröffentlichte er Gedichte und Prosa in etlichen Zeitungen, Anthologien, Schulbüchern und Heimatkalendern. Mitte der 1960er veröffentlichte er diese zunehmend auch im Süddeutschen Rundfunk. Ab 1966 erste schwäbische Hörspiele, von 1968 auch im Südwestfunk, die auch vom Süddeutschen und Saarländischen Rundfunk übernommen wurden. Insgesamt wurden mehr als 80 Hörspiele gesendet.
Des Weiteren entstand eine Reihe von schwäbischen Gedichtbänden und gesammelten Erzählungen aus dem Bottwartal, dem Mittleren Neckar und dem Unterland, die vom Adolf Remppis Verlag Marbach am Neckar und vom Knödler Verlag Reutlingen verlegt wurden.

## Form und Inhalt
Wöllhafs kurze, meist vierzeilige und auf vier bis zwölf Strophen begrenzte Reime, sind meistens als End- und Binnenreime gedichtet. Durch die im schwäbischen Dialekt häufig vorkommenden Schwa- und Nasallaute funktionieren viele Reime in Wöllhafs Gedichten als unreine Reime.
Seine über 50 Theaterstücke sind durchweg kurze Spiele in wenigen Akten und Handlungsorten. Durch den geringen Einsatz an handelnden Personen sind sie auch für kleine Laienspielgruppen geeignet. Die thematischen Handlungen der Dramen spielen oft im familiären Umfeld oder in kleinen schwäbischen Gemeinden und deren Vereinsleben.
Ebenso beschäftigen sich die etwa 1200 Gedichte häufig mit komischen Alltagssituationen aus den gleichen Umfeldern und enthalten mitunter Selbsterlebtes. Sie sind oft heiterer, gemütlicher und gefälliger Natur, somit „volksnah“ und eher selten ernst. Das Gedicht Des wenzich kleine «le» beschäftigt sich z. B. mit dem schwäbischen Diminutivaffix -le, so dass darin fast ausschließlich Wörter mit dieser Endung Verwendung finden.
Die gesammelten Erzählungen basieren auf Sagen und kuriosen tatsächlichen Begebenheiten schwäbischer Dörfer und (Klein-)Städte, u. a. aus Ulm an der Donau, Ellwangen an der Jagst, Steinheim an der Murr, Reichenbach an der Fils, Oberndorf am Neckar, Lichtenstein, Pfullingen, Ilsfeld und Talheim (Landkreis Heilbronn) (v. a. im Buch Rond om’s Rothaus rom).
Wöllhaf bezog in mehreren Texten Stellung gegen das als Kind selbst erlebte Unrecht der Nazi-Diktatur und sprach sich für eine multikulturelle Gesellschaft aus.

## Veröffentlichungen
- Schwäbisch – wia mir dr Schnabel g’wachsa ischt (Gedichte) Adolf Remppis, Marbach, 1971
- Was mr grad en Strompf kommt – Gedichte in schwäbischer Mundart (Gedichte, mit einem Vorwort von Manfred Mai) Karl Knödler, Reutlingen, 1982
- Wenn i em Dialekt schwätz – Gedichte in schwäbischer Mundart (Gedichte) Adolf Remppis, Marbach, 1982
- Zwischa Gold ond Silber – Stimmungsbilder aus einer langjährigen Ehe in schwäbischer Mundart (Gedichte) Karl Knödler, Reutlingen, 1992
- Tröpflesweis – Greimts ond oogreimts aus dem Ländle (Gedichte und Erzählungen) Adolf Remppis, Marbach, 1993
- Rond om’s Rothaus rom – schwäbische Rathausgeschichten (Erzählungen) Adolf Remppis, Marbach, 1995
- Uff guet Schwäbisch, Auf gut Deutsch – Heiteres und Besinnliches in Reim und Prosa (Gedichte, Erzählungen und Aphorismen), Adolf Remppis, Marbach, 1997
- Lacha ischt de bescht Arznei – Gedichtla ond Gschichtla in schwäbischer Mundart (Gedichte und Erzählungen), Adolf Remppis, Marbach, 1999
- «Am Fenster», «D' Gsellaprüefung – anno domols» und «Wie ich zum „Schreiben“ kam – ein Rückblick» (Autobiografische Erinnerungen in Jahrbuch für den Rems-Murr-Kreis mit Heimatkalender für den Schwäbischen Wald, S. 118–119, 121, 148–149), Stroh, Backnang, 2000[11]

## Bühnenstücke (Auswahl)
- Männerwirtschaft – ein schwäbischer Schwank in 3 Szenen (Theaterstück) Johannes Stauda, Kassel, 1982
- Der nächschte bitte – 3 heitere Sketche aus der schwäbischen Arztpraxis (Theaterstücke) Johannes Stauda, Kassel, 1984
- Zwischafall beim Bäcka Scheuffele – schwäbischer Schwank in einem Akt (Theaterstück) Otto Teich, Darmstadt, 1987
- Gesangverein „Concordia“ – ein schwäbischer Schwank in 3 Szenen (Theaterstück) Otto Teich, Darmstadt, 1988
- Mensch ärgere dich nicht – schwäbischer Schwank in einem Akt (Theaterstück) Otto Teich, Darmstadt, 1991
- Des bissle Haushalt – schwäbischer Schwank in drei Aufzügen (Theaterstück) Otto Teich, Darmstadt, 1994

## Hörspiele (Auswahl)
Das Theaterstück Urlaubsvertretung wurde als Hörspiel am 11. Oktober 1975 vom damaligen Südwestfunk (SWF), unter der Regie von Manfred Rolf Seemann, ausgestrahlt.
Es folgten
- Äll Ruck ebbes anders (1976)
- Unruhige Tage (1976)
- Das Hochzeitskleid (1978)
- Die Feindschaft (1978)
- Fassaden (1979)
- Der Wochenendplatz (1979)
- Der gratis Urlaub (1980)
- Der Vereinslayher (1981)
- Der Parkplatz (1981) und
- Der neue Wagen (1981)

alle ebenfalls im Programm des SWF. Sprecher waren u. a. Trudel Wulle und Walter Schultheiß.
Am 21. April 1979 wurde Das Hochzeitskleid auch im Saarländischen Rundfunk (SR) gesendet. Bereits am 5. Mai 1979 lief die saarländische Übersetzung als Das Hochzeitskläd, unter der Regie von Emil Schäfer.

## Sonstiges
Das wöchentlich im Remppis Verlag erscheinende Nachrichtenblatt der Stadt Steinheim an der Murr, die Steinheimer Nachrichten, veröffentlichte in den 1990er Jahren jeweils ein Gedicht Wöllhafs in jeder Ausgabe.